# Pamela Anderson
Pamela Denise Anderson (Ladysmith (Canada), 1 juli 1967) is een Canadees-Amerikaans actrice en model.
Anderson is vooral bekend om haar rollen in de tv-series Home Improvement, Baywatch, en V.I.P. Zij heeft ook gewerkt voor M. waar ze vele prijzen won. Ze werd gekozen als Playmate van de maand voor de Playboy van februari 1990. Tijdens haar huwelijk met Mötley Crüe-drummer Tommy Lee liet zij zich Pamela Anderson Lee of Pamela Lee noemen.

## Carrière
Anderson begon haar loopbaan in 1985 als fitnessinstructeur, maar tijdens een Canadian footballwedstrijd pikte een televisiecamera haar uit het publiek en eindigde ze onder luid applaus van het publiek op het speelveld. Daarop bood bierbrouwer Labatt haar een baan als model aan omdat ze toevallig een T-shirt aan had van deze sponsor van het footballteam. Ze kreeg veel publiciteit toen ze eind 1989 in Playboy stond. Hierna verhuisde ze naar Los Angeles, blondeerde haar haar, nam een borstvergroting en werd in 1990 Playboy's Playmate van het jaar.
In 1991 kreeg ze een kleine rol als Lisa de 'Tool Time Girl' in de dan net begonnen televisieserie Home Improvement. Daarop volgde haar bekendste rol als lifeguard Casey Jean Parker, beter bekend als 'C.J.', in de televisieserie Baywatch. In een interview met de Britse talkshow The Sunday Night Project vertelde Anderson dat ze voor de audities van de populaire serie expres zonder beha was komen opdagen, om zo meer kans te maken op de rol.
In 1992 speelde ze ook in een Baywatch-speelfilm Baywatch: River of No Return en later volgden ook enkele andere films zoals Barb Wire waarin ze Barbara Rose Kopetsk speelt.
Opvallend was een kort optreden in het slot van de film/comedy Borat uit 2006 van de Britse comedy-ster Sacha Baron Cohen. In deze film werd diens karakter Borat, een Kazachse televisiejournalist, smoorverliefd op Anderson bij het zien van een aflevering van Baywatch. Later in de film werden zelfs kort beelden van Andersons beroemde op internet verspreide seksvideo met ex-echtgenoot Tommy Lee getoond. Borat vroeg aan het eind van de film Anderson ten huwelijk en probeerde haar vervolgens in een 'traditionele' jutezak te stoppen en mee te nemen. Anderson was een van de weinige personages uit de film die tijdens de opnames de intentie van de film kende. De krant de New York Post noemde het optreden in de film als reden voor haar scheiding met ex-echtgenoot Kid Rock, die haar medewerking aan de film niet zou begrijpen, hoewel Anderson deze aanname niet bevestigde.
Anderson speelde ook in de televisieserie Stacked. In datzelfde jaar kreeg ze een ster op Canada's Walk of Fame.
Naast acteren is Anderson ook betrokken bij werk voor goede doelen. Ze is actief lid van de Amerikaanse dierenrechtenorganisatie PETA (People for the Ethical Treatment of Animals). In 2007 assisteerde zij de Nederlandse illusionist Hans Klok bij diens shows in Las Vegas.

## Privéleven
Anderson is vijf keer eerder getrouwd geweest, namelijk met drummer Tommy Lee (1995-1998), rapper en gitarist Kid Rock (2006-2007) en met filmproducent Rick Salomon zelfs twee keer (2007-2008). Met haar eerste echtgenoot Tommy Lee kreeg ze twee zoons, Brandon Thomas Lee (geboren op 5 juni 1996) en Dylan Jagger Lee (geboren op 29 december 1997).
In januari 2020 trouwde zij voor de vijfde keer; nu met filmproducent Jon Peters met wie zij ook in de jaren 80 een relatie had. Twaalf dagen later werd er bekendgemaakt dat het koppel alweer ging scheiden.
Op Kerstavond 2020 trouwde zij opnieuw, dit keer met bodyguard Dan Hayhurst.
In 1995 werd een seks tape van Anderson en haar toenmalige echtgenoot Tommy Lee gestolen door een elektricien die eerder werkzaamheden had verricht in hun huis. De gestolen tape werd zonder hun toestemming verspreid, onder andere op pornografische websites, en ontving veel media aandacht.

## Trivia
- Anderson steunt PETA tegen Kentucky Fried Chicken.
- Anderson werd door haar advocaten voor de rechter gedaagd omdat ze haar rekening niet betaald zou hebben. Zij beweren dat de actrice hen nog 66.000 dollar verschuldigd zou zijn.